# Harry Stapley
Harold S. Stapley, detto Harry (Southborough, 29 aprile 1883 – Glossop, 29 aprile 1937), è stato un calciatore inglese, di ruolo attaccante.
Ha totalizzato complessivamente 128 reti in 257 partite.

## Palmarès

### Nazionale
- Oro olimpico: 1

Londra 1908